# اوزرلیک تپه
اوزرلیک تپه مربوط به سده‌های میانه دوران‌های تاریخی پس از اسلام است و در شهرستان ماهنشان، بخش انگوران، دهستان انگوران، ۳ کیلومتری جنوب روستای خضرشاه واقع شده و این اثر در تاریخ ۲۷ بهمن ۱۳۸۷ با شمارهٔ ثبت ۲۴۶۰۵ به‌عنوان یکی از آثار ملی ایران به ثبت رسیده است.